# Klebegesetz

Vorderseite einer Quittungskarte der Rentenversicherung von 1919 mit Hinweisen zur Eintragung von Marken

Rückseite einer Quittungskarte der Rentenversicherung von 1919 mit eingeklebten Marken

Klebegesetz war eine abwertend-spöttische Bezeichnung für das Gesetz, betreffend die Invaliditäts- und Altersversicherung vom 22. Juni 1889. Der Begriff geht auf den Umstand zurück, dass für den Nachweis der Bezahlung der Versicherungsbeiträge von jeder Versicherungsanstalt ausgegebene Beitragsmarken in dafür vorgesehene Quittungskarten der Versicherten eingeklebt werden mussten (§§ 99 ff., 101 des Gesetzes).
Eine Folge des Klebegesetzes war beispielsweise, dass in Hannover der Direktor des dortigen Metropoltheaters saisonweise nicht mehr zivile Musiker beschäftigte, sondern ausschließlich Militärmusiker, die nicht in die Invaliditätskasse einzahlen mussten. So mied der Theaterleiter die andernfalls von seinem Unternehmen zu zahlenden Beitragszuschüsse in Höhe von 50 Prozent.